# Wittener Werkzeuge
Die Wittener Werkzeuge sind ein umfänglicher Kommunikationsansatz für Pflegeberufe.

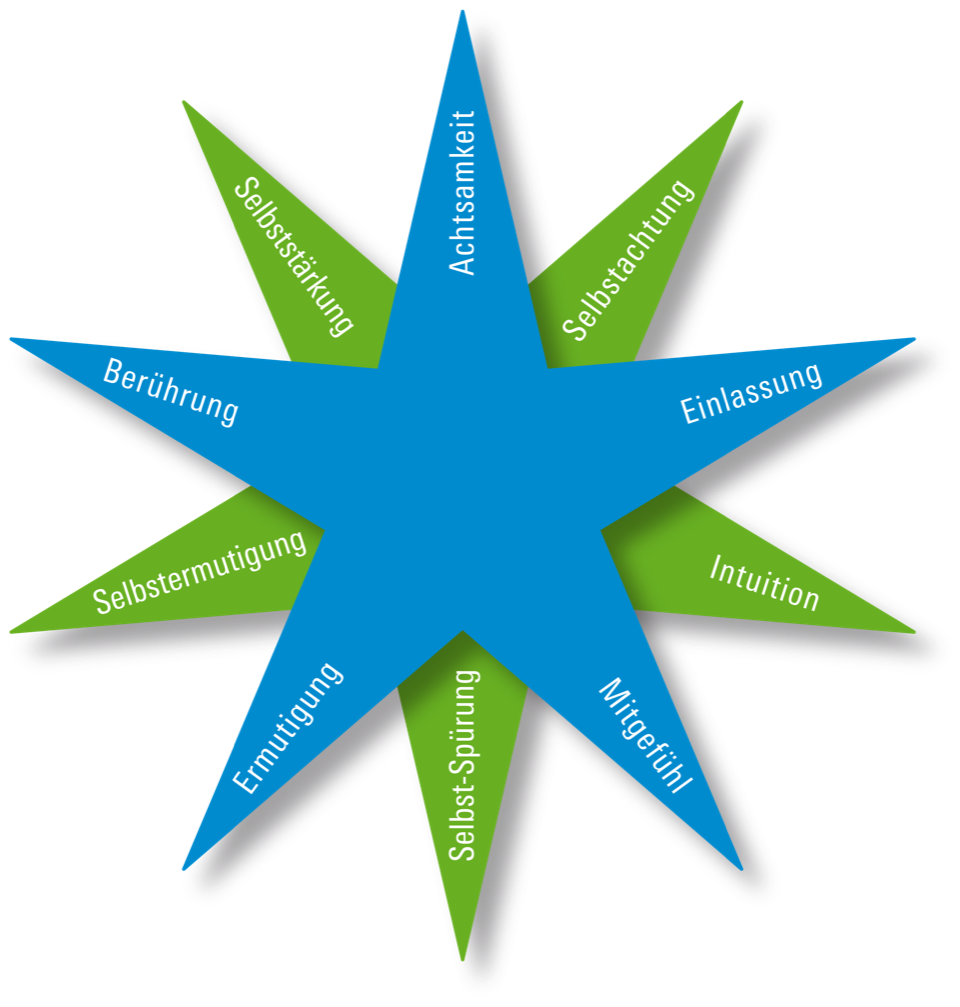
Beratungsstern

Sie wurden ab etwa 2008 an der Universität Witten/Herdecke (Institut für Pflegewissenschaft) von der Pflegewissenschaftlerin Angelika Zegelin, dem Psychologen G.G. Bamberger sowie einer studentischen Arbeitsgruppe entwickelt. Hintergrund waren zahlreiche Aktivitäten zur Entwicklung einer „sprechenden Pflege“, international auch „patienteneducation/-counseling“ genannt. Zunächst ging es um ein Beratungskonzept. Es zeigte sich, dass herkömmliche Ansätze aus der Psychologie und Pädagogik dem besonderen Setting nicht gerecht werden. Im Pflegesetting gibt es oft nur kurze, aber existentielle Kontakte. Längere, terminierte Prozesse sind kaum möglich – ähnliches gilt auch für den Arztberuf und andere Gesundheitsprofessionen. Beratung nimmt einen großen Raum in der Pflegearbeit ein. In einer Artikelserie in der Fachzeitschrift Die Schwester/Der Pfleger kommentierte Bamberger typische kurze Gespräche in der Pflege. Sie wiesen alle wichtigen Elemente guter Beratung auf.
Nach langen Recherche- und Diskussionsphasen wurden, orientiert an Sinnesmodalitäten wie Sehen, Hören, Fühlen u. a. fünf patientengerechte „Werkzeuge“ festgelegt: Achtsamkeit, Einlassung, Mitgefühl, Ermutigung und Berührung.
Diese Aspekte kommen in vielerlei Zusammenhängen vor, wurden aber hier für die Pflegeberufe speziell gefasst – als Rahmen diente die humanistische Psychologie. Der Titel „Werkzeuge“ sollte einen situativen Gebrauch nahelegen, durchaus mit individuellen „Lieblingswerkzeugen“. Rasch wurde klar, dass es auf der Seite der Beraterin entsprechende Aspekte der Selbstpflege verinnerlicht werden sollten. Es entstanden  Kategorien wie Selbstachtung, Selbststärkung u. a. Dieser Double-Care-Ansatz ist bis heute einmalig.
In der Entwicklungszeit wurden Beratungsexperten zur Diskussion eingeladen, erste Texte veröffentlicht und vor allem Seminare in Kliniken und Altenheimen durchgeführt. Insgesamt zeigte sich ein achttägiges Seminar innerhalb von 6 bis 9 Monaten und etwa „drei Portionen“ als günstig. Zwischen den Treffen waren Aufgaben und Austausche vorgesehen, alle erhielten eine umfängliche Materialsammlung. Es wurde Wert auf Auswahl der bis zu 20 Teilnehmern gelegt, auch um die Inhalte später weiter in die Einrichtung hineinzutragen. Nachhaltigkeit war wichtig, Nachtreffen wurden vereinbart und es fand ein Gespräch mit der obersten Leitungsebene statt. Im Laufe der Erfahrungen wurden Inhalte ergänzt. So ging es auch um Berufsstolz, Veränderungsmanagement, um die „Kunst des Fragens“ und weitere Themen, die von den Teilnehmern eingebracht wurden. Besonders wichtig war die Erweiterung hin zu „TeamCare“. Pflege ist fast immer eine Gruppenleistung und das Wohlergehen der Patienten hängt auch vom „Klima“ ab. So wurde gemeinsam über TeamCare-Werkzeuge nachgedacht. Einer Referenzeinrichtung, dem Berliner Altenheim „Haus Malta“, ist es gelungen, die TeamCare-Aspekte zu benennen und bis heute weiterzuentwickeln. Die Evaluationen zeigten alle sehr gute Ergebnisse, das Kennenlernen der Wittener Werkzeuge war für die Mitmachenden von hoher Bedeutung.
Der Ansatz wird in allen Pflege-Lehrbüchern vorgestellt, besonders Lehrpersonal interessiert sich für die Wittener Werkzeuge. Bis 2022 liegen die Markenrechte bei der Universität Witten/Herdecke.